# Meromyza flavipalpis
Meromyza flavipalpis är en tvåvingeart som beskrevs av Malloch 1914. Meromyza flavipalpis ingår i släktet Meromyza och familjen fritflugor.
Artens utbredningsområde är Pennsylvania. Inga underarter finns listade i Catalogue of Life.